# Rick Kiefer
Richard Kiefer (Cleveland (Ohio), 24 mei 1939 – 2 maart 2025) was een Amerikaanse jazztrompettist, die lang in Duitsland werkzaam was.

## Biografie
Kiefer speelde aanvankelijk bij Buddy Morrow, Benny Goodman en Urbie Green, voordat hij in hetzelfde jaar lid werd van de band van Maynard Ferguson en daarna door Max Greger in diens orkest werd gehaald. In 1968 speelde hij tijdens het jazzfestival in Frankfurt am Main. Eind jaren 1960 wisselde hij van Greger naar Keulen naar het orkest van Kurt Edelhagen. Tijdens de opvolgende jaren werkte hij ook bij James Last en in de Rhythm Combination & Brass van Peter Herbolzheimer, voordat hij eind jaren 1970 lid werd van de WDR Big Band in Keulen. Daarnaast was hij betrokken bij albums van de Kenny Clarke/Francy Boland Big Band, Don Menza en Sigi Schwab.
Kiefer overleed op 2 maart 2025 op 85-jarige leeftijd.